# 1943년
1943년은 금요일로 시작하는 평년이다.

## 연호
- 대한민국 임시정부(大韓民國 臨時政府) 대한민국(大韓民國) 25년
- 중화민국(中華民國) 민국(民國) 32년
- 만주국(滿州國) 강덕(康德) 10년
- 일본(日本) 쇼와(昭和) 18년
- 응우옌 왕조(阮朝) 바오다이(保大) 18년

## 기년
- 만주국(滿洲國) 강덕제(康德帝) 12년
- 응우옌 왕조(阮朝) 보대제(保大帝) 18년

## 사건
- 1월 7일 - 일제, 보국정신대 조직
- 1월 14일 - 제2차 세계 대전: 카사블랑카 회담에서 프랭클린 D. 루스벨트 미국 대통령과 윈스턴 처칠 영국 총리가 나치 독일의 무조건 항복을 요구하는 성명 발표
- 1월 15일 - 펜타곤 완공
- 1월 20일 - 대한민국 임시정부, 선전부장에 김규식, 교통부장에 유동열 선임
- 2월 1일 - 대한민국 임시정부 외교부장 조소앙이 한국 신탁통치설 비판 선언
- 3월 1일 - 조선총독부, 조선에 징병제 공포
- 3월 30일 - 일제, 조선전력관리령 공포
- 4월 1일 - 일제, 주세와 지세 증세, 직물세 창설
- 4월 17일 - 경성 부민관에서 친일단체 조선문인보국회 결성
- 4월 23일 - 일제, 조선석유전매령 공포
- 6월 - 지청천 광복군총사령이 주인도 영국군 몬트비튼 대장과 군사상호협정 체결
- 6월 1일 - 일제, 알루마이트와 알루미늄 등 경금속 제품 제조판매를 금지
- 6월 3일 - 조선총독부, 해군 지원병 모집요강 발표
- 6월 10일 - 조선 경성부가 구제를 실시
- 6월 29일 - 일제, 조선석탄배급통제령 공포
- 7월 - 일본 교토에서 윤동주가 사상범 혐의로 체포
- 7월 4일 - 제2차 세계 대전: 동부 전선 최대 전차전인 쿠르스크 전투가 개시되다.
- 7월 26일 - 한성은행과 동일은행이 조선은행으로 병합 설립
- 7월 28일 - 이광수, <매일신보>에 <징병제의 감격과 용의>라는 제목의 논설 발표
- 8월 - 일제, 조선식량관리령 공포
- 8월 23일 - 제2차 세계 대전: 동부 전선 최대 전차전인 쿠르스크 전투가 종결되다.
- 9월
  - 일제의 압력으로 진단학회 강제 해산
  - 일제, 기독교회의 오후 및 야간집회 등을 일체 금지하고 예배당 안에서 일본어 강습과 근로작업 강행
- 10월 2일 - 일제, 토요일 반휴일제 폐지, 정상근무
- 10월 5일 - 제2차 세계 대전: 부관연락선 곤륜 호 미국 잠수함에 격침, 544명 사망
- 10월 13일 - 제2차 세계 대전: 피에트로 바돌리오 장군이 이끄는 이탈리아의 새 정부가 추축국에 선전포고를 하다.
- 10월 20일 - 일본 육군성, 조선인 학생의 징병유예 폐지
- 10월 25일 - 일제, 제1회 학병징병검사 실시
- 11월 6일 - 제2차 세계 대전: 소련군, 키예프 탈환.
- 11월 14일 - 중추원, 학도병 미지원자는 휴학시키고 징용시키기로 결정
- 11월 27일 - 카이로 선언 발표.

## 탄생

### 1월
- 1월 2일
  - 대한민국의 기업인, 정치인 김원길. (~2021년)
  - 튀르키예의 배우 필리즈 아큰. (~2025년)
- 1월 4일 - 대한민국의 소설가 황석영.
- 1월 6일
  - 조선민주주의인민공화국의 정치인 김계관.
  - 잉글랜드의 축구 선수, 축구 감독 테리 베너블스. (~2023년)
- 1월 7일 - 종이학 접기로 유명한 일본의 소녀 사사키 사다코. (~1955년)
- 1월 9일
  - 대한민국의 기업인 정창선.
  - 대한민국의 시인 이기철.
- 1월 10일 - 미국의 수학자 리처드 S. 해밀턴. (~2024년)
- 1월 13일 - 미국의 배우 리처드 몰. (~2023년)
- 1월 14일 - 독일의 권투 선수 만프레드 볼케. (~2024년)
- 1월 15일 - 일본의 배우 키키 키린. (~2018년)
- 1월 16일 - 대한민국의 배우 김난영. (~1985년)
- 1월 17일
  - 대한민국의 정치인 권수창. (~1997년)
  - 아이티의 정치인, 대통령 르네 프레발. (~2017년)
- 1월 18일 - 대한민국의 연극배우 윤문식.
- 1월 19일 - 미국의 싱어송라이터 재니스 조플린. (~1970년)
- 1월 21일 - 미국 캘리포니아 대학교 로스앤젤레스 (UCLA)의 전 슬라브어 교수 마이클 헨리 헤임. (~2012년)
- 1월 24일 - 미국의 배우 샤론 테이트. (~1969년)
- 1월 27일 - 대한민국의 방송 작가 김수현.

### 2월
- 2월 2일 - 러시아의 작가 에두아르드 리모노프. (~2020년)
- 2월 3일 - 미국의 배우 블라이드 대너.
- 2월 4일 - 미국의 컴퓨터 과학자 켄 톰프슨.
- 2월 5일
  - 미국의 사업가 놀런 부슈널.
  - 미국의 영화 감독 마이클 만.
- 2월 6일 - 미국의 배우 게일 허니컷. (~2023년)
- 2월 9일 - 미국의 배우 조 페시.
- 2월 10일 - 대한민국의 세계평화통일가정연합의 2대 총재 문선명의 부인 한학자.
- 2월 14일 - 대한민국의 정치인 조진형.
- 2월 16일 - 잉글랜드의 피아노 연주자 하워드 라일리. (~2025년)
- 2월 19일 - 대한민국의 정치인 권문용. (~2023년)
- 2월 20일
  - 일본의 프로레슬링 선수 안토니오 이노키. (~2022년)
  - 영국의 영화 감독 마이크 리.
- 2월 21일 - 미국의 배우 키티 윈.
- 2월 22일
  - 일본의 우익 테러리스트 야마구치 오토야. (~1960년)
  - 미국의 농구 선수 딕 반 아스데일. (~2024년)
  - 독일의 제9대 대통령 호르스트 쾰러. (~2025년)
- 2월 25일
  - 영국의 기타 연주자 조지 해리슨 (비틀즈). (~2001년)
  - 대한민국의 가수 서수남.
  - 대한민국의 언론 출신 정치인 김도현.

### 3월
- 3월 1일 - 일본의 체조 선수 나카야마 아키노리. (~2025년)
- 3월 2일 - 미국의 소설가, 시인 피터 스트라우브.
- 3월 5일
  - 대한민국의 배우 서승현.
  - 대한민국의 정치인 홍사덕. (~2020년)
- 3월 9일
  - 영국의 기자 앤드루 제닝스. (~2022년)
  - 미국의 체스 선수 보비 피셔. (~2008년)
- 3월 15일 - 캐나다의 영화 감독 데이비드 크로넌버그.
- 3월 16일 - 대한민국의 성우 김종성.
- 3월 21일
  - 대한민국의 배우 이신재. (~2020년)
  - 미국의 정치인 밥 쿠스트라.
  - 독일의 귀족 안드레아스 폰 작센코부르크고타 공작. (~2025년)
- 3월 22일 - 미국의 음악가, 기타리스트 조지 벤슨.
- 3월 23일 - 대한민국의 배우 국정환. (~2012년)
- 3월 26일 - 대한민국의 성우 김병관. (~2017년)
- 3월 29일
  - 대한민국의 가수 김상희.
  - 그리스의 작곡가 반 젤리스. (~2022년)
- 3월 31일
  - 미국의 배우 크리스토퍼 워컨.
  - 스웨덴의 영화감독 로이 안데르손.

### 4월
- 4월 1일 - 스위스의 건축가 마리오 보타.
- 4월 2일 - 대한민국의 기업인 김명호.
- 4월 10일 - 미국의 배우 이디 세지윅. (~1971년)
- 4월 11일 - 미국의 프로레슬링 선수 할리 레이스. (~2019년)
- 4월 13일
  - 대한민국의 정치인 김호연.
  - 중화민국의 싱어송라이터 류자창. (~2024년)
- 4월 15일 - 대한민국의 아나운서 이창호. (~2016년)
- 4월 18일 - 일본의 전 프로 야구 선수 기토 히로시.
- 4월 19일 - 일본의 기업인 야노 히로타케. (~2024년)
- 4월 20일 - 미국의 배우, 모델 에디 세즈윅. (~2005년)
- 4월 22일 - 미국의 시인, 노벨문학상 수상자 루이즈 글릭. (~2023년)
- 4월 24일
  - 쿠바의 싱어송라이터 파블로 밀라네스. (~2022년)
  - 대한민국의 기업인 최원석. (~2023년)

### 5월
- 5월 4일 - 미국의 정치인, 시애틀의 첫 흑인 시장 노먼 라이스.
- 5월 8일 - 스웨덴의 배우 토마스 폰 브룀센.
- 5월 10일
  - 대한민국의 정치인 김행자. (~1982년)
  - 중화인민공화국의 정치인 류자오쉬안.
- 5월 14일 - 영국의 베이시스트이자 싱어송라이터 잭 브루스. (~2014년)
- 5월 18일
  - 대한민국의 소설가 서영은.
  - 미국의 프로레슬링 선수 지미 스누카. (~2017년)
- 5월 20일 - 프랑스의 희극인, 배우 스테판 콜라로.
- 5월 21일 - 대한민국의 배우 이신재. (~2020년)
- 5월 22일 - 서독의 육상 선수 쿠르트 벤틀린. (~2024년)
- 5월 23일 - 대한민국의 종교인 이재록.
- 5월 24일 - 일본의 여성운동가 다나카 미쓰. (~2024년)

### 6월
- 6월 5일 - 대한민국의 기업인 이영원.
- 6월 13일
  - 영국의 배우 맬컴 맥다월.
  - 미국의 정치인 짐 가이 터커. (~2025년)
- 6월 14일 - 대한민국의 성우, 배우 조명남.
- 6월 15일 - 프랑스의 가수, 배우 조니 알리데. (~2017년)
- 6월 17일 - 미국의 가수 배리 매닐로우.
- 6월 19일 - 버마의 사회운동가 아웅산 수 찌.
- 6월 23일
  - 미국의 전산학자 빈튼 서프.
  - 미국의 음악가 제임스 리바인. (~2021년)
- 6월 26일 - 대한민국의 성우 황원. (~2023년)
- 6월 27일 - 키라 폰 프로이센 왕녀. (~2004년)
- 6월 28일 - 미국의 고인류학자, 루시의 발견자 도널드 조핸슨.
- 6월 29일 - 미국의 가수 리틀 에바. (~2003년)

### 7월
- 7월 1일 - 대한민국의 배우 이대근.
- 7월 3일 - 대한민국의 시인 오탁번. (~2023년)
- 7월 4일 - 대한민국의 정치인 윤원호.
- 7월 5일 - 캐나다의 싱어송라이터 로비 로버트슨. (~2023년)
- 7월 10일 - 대한민국의 전 법무사 조남호.
- 7월 18일 - 대한민국의 언론인 김우룡.
- 7월 26일 - 영국의 가수 믹 재거.
- 7월 31일 - 미국의 싱어송라이터 및 영화배우 로보.

### 8월
- 8월 3일 - 대한민국의 교육인 김승혜.
- 8월 7일 - 러시아의 전 축구 선수, 현 축구 감독 발레리 네폼냐시.
- 8월 9일 - 레알 마드리드의 기업가 로렌소 산스. (~2020년)
- 8월 11일 - 파키스탄의 군인, 정치가 페르베즈 무샤라프.
- 8월 12일 - 미국의 배우 데버러 월리. (~2001년)
- 8월 13일 - 대한민국의 정치인 강봉균. (~2017년)
- 8월 17일
  - 대한민국의 소설가 조정래.
  - 미국의 배우 로버트 드니로.
  - 일본의 스키점프 선수 가사야 유키오. (~2024년)
- 8월 18일 - 이탈리아의 전 축구 선수 잔니 리베라.
- 8월 20일 - 대한민국의 스포츠인 김주훈. (~2021년)
- 8월 21일
  - 미국의 작가, 비평가 루시어스 셰퍼드.
  - 바하마의 총리 페리 크리스티.
- 8월 22일 - 이탈리아의 영화 촬영 기사 단테 스피노티.
- 8월 24일 - 대한민국의 언론인 김병규.
- 8월 25일 - 대한민국의 만화가 윤승운.
- 8월 28일 - 미국의 영화배우 데이비드 솔. (~2024년)
- 8월 30일 - 미국의 언더그라운드 만화가 로버트 크럼.

### 9월
- 9월 2일 - 대한민국의 배우, 성우 나성균.
- 9월 5일
  - 미국의 역사학자 브루스 커밍스.
  - 대한민국의 기업인 이명희.
  - 오스트레일리아의 영화배우 잭 찰스. (~2022년)
- 9월 8일
  - 대한민국의 신학자 유광웅. (~2023년)
  - 대한민국의 기업인 김선구. (~2024년)
- 9월 15일 - 대한민국의 가수 윤항기.
- 9월 19일 - 대한민국의 정치인 정해남.
- 9월 20일
  - 나이지리아의 정치인 사니 아바차. (~1998년)
  - 일본의 유도 선수 세키네 시노부. (~2018년)
- 9월 24일 - 대한민국의 정치인 김태환.
- 9월 27일 - 이탈리아의 왕족 아메데오 디 사보이아아오스타 공작. (~2021년)
- 9월 29일 - 폴란드의 노동 운동가, 정치인, 대통령 레흐 바웬사.

### 10월
- 10월 1일 - 프랑스의 영화 감독 장자크 아노.
- 10월 2일 - 벨기에의 전 축구 선수, 현 축구 감독 파울 판 힘스트.
- 10월 3일 - 대한민국의 사학자 심봉근.
- 10월 4일 - 미국의 야구 선수, 야구 지도자 지미 윌리엄스. (~2024년)
- 10월 5일 - 러시아의 영화배우 인나 추리코바. (~2023년)
- 10월 8일 - 대한민국의 정치인 송은복.
- 10월 10일 - 대한민국의 성우 송두석.
- 10월 11일 - 대한민국의 가수 진송남.
- 10월 12일 - 스위스의 축구 선수, 축구 감독 야코프 쿤. (~2019년)
- 10월 15일
  - 대한민국의 정치인 신영국.
  - 미국의 배우, 영화 감독, 영화 제작자 페니 마셜. (~2018년)
  - 미국의 경제학자 스탠리 피셔. (~2025년)
- 10월 19일 - 대한민국의 기업인 허진호.
- 10월 22일
  - 프랑스의 배우 카트린 드뇌브.
  - 탄자니아의 정치인 세이프 샤리프 하마드. (~2021년)
- 10월 24일 - 대한민국의 기업인 김석년.
- 10월 30일 - 대한민국의 성우 박민아.

### 11월
- 11월 7일
  - 캐나다의 음악가, 화가 조니 미첼.
  - 조선민주주의인민공화국의 작곡가 리종오. (~2016년)
- 11월 8일 - 잉글랜드의 축구 선수 마틴 피터스. (~2019년)
- 11월 13일 - 대한민국의 정치인 안택수.
- 11월 16일 - 대한민국의 언론인 김용정. (~2013년)
- 11월 18일 - 대한민국의 경제학자 정창영. (~2024년)
- 11월 21일 - 대한민국의 정치인 김병로. (~2018년)
- 11월 22일 - 미국의 전 테니스 선수 빌리 진 킹.
- 11월 23일
  - 대한민국의 바둑 기사 김인. (~2021년)
  - 대한민국의 사회운동가 정동년. (~2022년)
- 11월 28일 - 대한민국의 언론인 김강정. (~2021년)
- 11월 29일 - 대한민국의 성우 박상일. (~2021년)
- 11월 30일 - 미국의 영화감독 테런스 맬릭.

### 12월
- 12월 1일 - 그리스계 미국인 컴퓨터 과학자 니콜라스 네그로폰테.
- 12월 5일
  - 대한민국의 가톨릭 추기경 염수정.
  - 미국의 영화감독 마이클 만.
- 12월 8일
  - 대한민국의 정치인 고홍길.
  - 대한민국의 성우 김태연. (~2020년)
  - 미국의 가수 짐 모리슨. (~1971년)
- 12월 11일 - 미국의 정치인 존 케리.
- 12월 13일 - 대한민국의 정치인 이해선.
- 12월 23일 - 일본의 소설가 마루야마 겐지.
- 12월 24일 - 핀란드의 정치인 타르야 할로넨.
- 12월 25일 - 독일의 배우 하나 쉬굴라.
- 12월 27일 - 영국의 시인, 작곡가, 음악가 피터 신필드. (~2024년)
- 12월 30일 - 캐나다의 사격 선수 린다 톰.
- 12월 31일
  - 미국의 가수 존 덴버. (~1997년)
  - 영국의 배우 벤 킹즐리.

### 미상
- 대한민국의 충청남도 아산시의원 강준규.
- 대한민국의 광주광역시 남구의원 이재만.
- 일본의 민요가수, 배우, 방송작가 사토 히로시.

## 사망

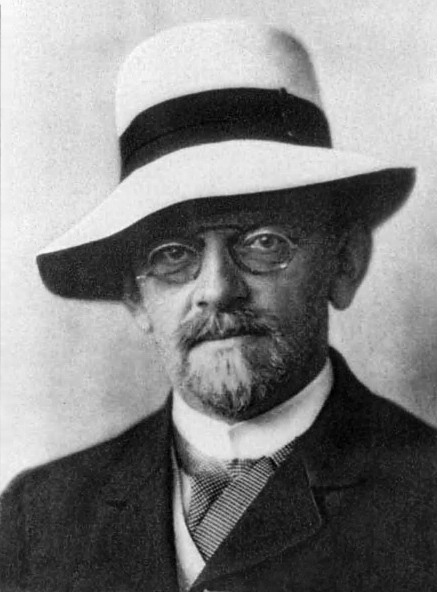
다비트 힐베르트

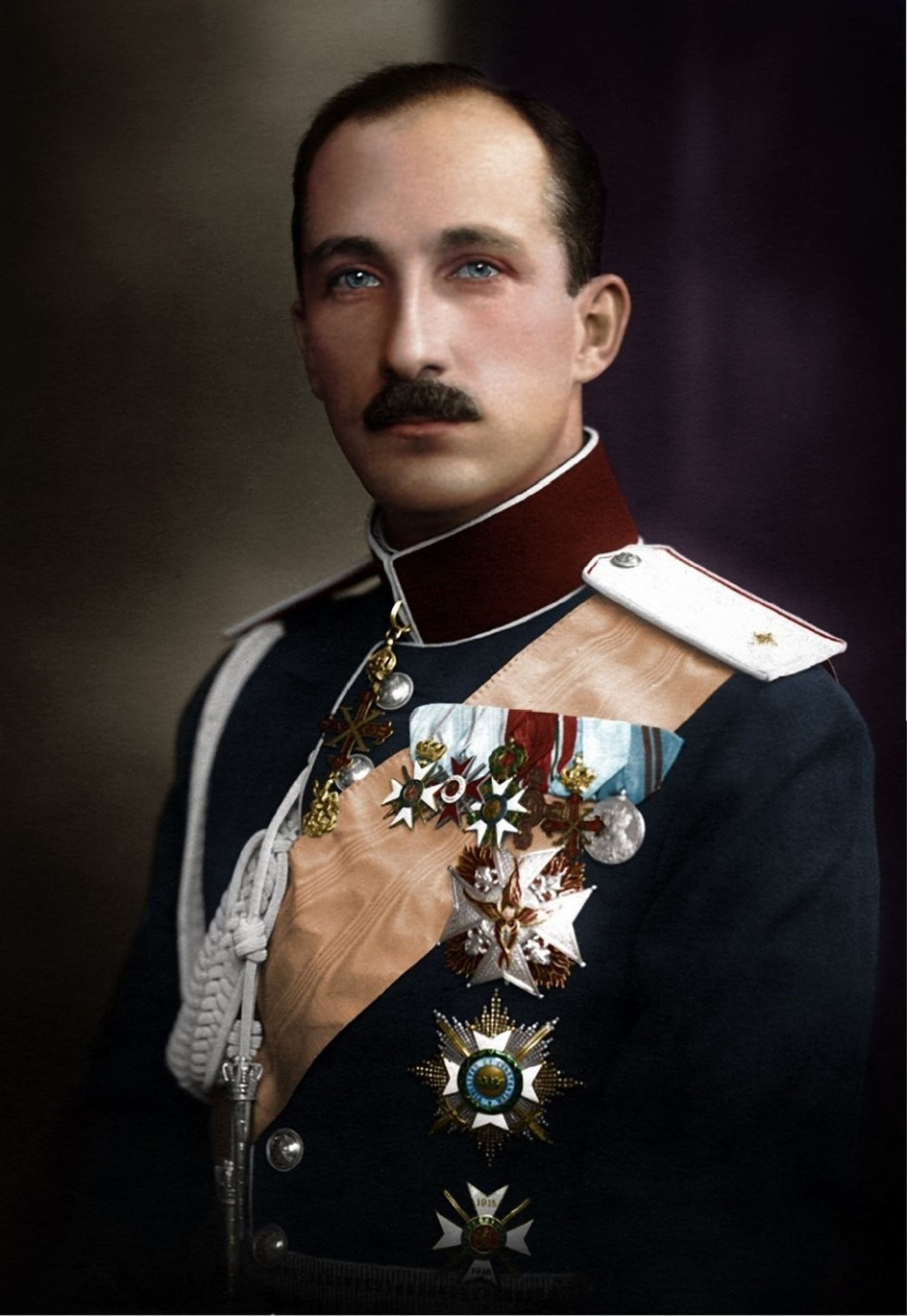
보리스 3세

- 2월 14일 - 독일의 수학자 다비트 힐베르트. (1862년~)
- 2월 22일 - 독일의 혁명가 한스 숄. (1918년~)
- 3월 28일 - 러시아계 미국인의 작곡가, 피아노 연주자 세르게이 라흐마니노프. (1873년~)
- 4월 11일 - 대한민국의 사회주의 운동가 김명식. (1890년~)
- 4월 18일 - 일본의 군인 야마모토 이소로쿠. (1884년~)
- 4월 25일 - 대한민국의 작가, 소설가, 독립운동가 현진건. (1900년~)
- 8월 14일 - 미국의 야구 선수 조 켈리. (1871년~)
- 8월 24일 - 프랑스의 철학자 시몬 베유. (1909년~)
- 8월 28일 - 불가리아의 국왕 보리스 3세. (1894년~)
- 10월 9일 - 네덜란드의 물리학자, 노벨 물리학상 수상자 피터르 제이만. (1865년~)
- 10월 25일 - 대한민국의 독립운동가, 군인 홍범도. (1868년~)
- 12월 8일 - 대한민국의 국어학자 이윤재. (1888년~)
- 12월 9일 - 미국의 극작가 에드거 앨런 울프 (1881년~)

## 노벨상
- 물리학상: 오토 슈테른
- 생리학·의학상: 카를 페테르 헨리크 담, 에드워드 애들버트 도이지
- 화학상: 조르주 드 헤베시

## 달력
| 1월 |    |    |    |    |    |    |
| 일  | 월 | 화 | 수 | 목 | 금 | 토 |
|     |    |    |    |    | 1  | 2  |
| 3   | 4  | 5  | 6  | 7  | 8  | 9  |
| 10  | 11 | 12 | 13 | 14 | 15 | 16 |
| 17  | 18 | 19 | 20 | 21 | 22 | 23 |
| 24  | 25 | 26 | 27 | 28 | 29 | 30 |
| 31  |    |    |    |    |    |    |

| 2월 |    |    |    |    |    |    |
| 일  | 월 | 화 | 수 | 목 | 금 | 토 |
|     | 1  | 2  | 3  | 4  | 5  | 6  |
| 7   | 8  | 9  | 10 | 11 | 12 | 13 |
| 14  | 15 | 16 | 17 | 18 | 19 | 20 |
| 21  | 22 | 23 | 24 | 25 | 26 | 27 |
| 28  |    |    |    |    |    |    |

| 3월 |    |    |    |    |    |    |
| 일  | 월 | 화 | 수 | 목 | 금 | 토 |
|     | 1  | 2  | 3  | 4  | 5  | 6  |
| 7   | 8  | 9  | 10 | 11 | 12 | 13 |
| 14  | 15 | 16 | 17 | 18 | 19 | 20 |
| 21  | 22 | 23 | 24 | 25 | 26 | 27 |
| 28  | 29 | 30 | 31 |    |    |    |

| 4월 |    |    |    |    |    |    |
| 일  | 월 | 화 | 수 | 목 | 금 | 토 |
|     |    |    |    | 1  | 2  | 3  |
| 4   | 5  | 6  | 7  | 8  | 9  | 10 |
| 11  | 12 | 13 | 14 | 15 | 16 | 17 |
| 18  | 19 | 20 | 21 | 22 | 23 | 24 |
| 25  | 26 | 27 | 28 | 29 | 30 |    |

| 5월 |    |    |    |    |    |    |
| 일  | 월 | 화 | 수 | 목 | 금 | 토 |
|     |    |    |    |    |    | 1  |
| 2   | 3  | 4  | 5  | 6  | 7  | 8  |
| 9   | 10 | 11 | 12 | 13 | 14 | 15 |
| 16  | 17 | 18 | 19 | 20 | 21 | 22 |
| 23  | 24 | 25 | 26 | 27 | 28 | 29 |
| 30  | 31 |    |    |    |    |    |

| 6월 |    |    |    |    |    |    |
| 일  | 월 | 화 | 수 | 목 | 금 | 토 |
|     |    | 1  | 2  | 3  | 4  | 5  |
| 6   | 7  | 8  | 9  | 10 | 11 | 12 |
| 13  | 14 | 15 | 16 | 17 | 18 | 19 |
| 20  | 21 | 22 | 23 | 24 | 25 | 26 |
| 27  | 28 | 29 | 30 |    |    |    |

| 7월 |    |    |    |    |    |    |
| 일  | 월 | 화 | 수 | 목 | 금 | 토 |
|     |    |    |    | 1  | 2  | 3  |
| 4   | 5  | 6  | 7  | 8  | 9  | 10 |
| 11  | 12 | 13 | 14 | 15 | 16 | 17 |
| 18  | 19 | 20 | 21 | 22 | 23 | 24 |
| 25  | 26 | 27 | 28 | 29 | 30 | 31 |

| 8월 |    |    |    |    |    |    |
| 일  | 월 | 화 | 수 | 목 | 금 | 토 |
| 1   | 2  | 3  | 4  | 5  | 6  | 7  |
| 8   | 9  | 10 | 11 | 12 | 13 | 14 |
| 15  | 16 | 17 | 18 | 19 | 20 | 21 |
| 22  | 23 | 24 | 25 | 26 | 27 | 28 |
| 29  | 30 | 31 |    |    |    |    |

| 9월 |    |    |    |    |    |    |
| 일  | 월 | 화 | 수 | 목 | 금 | 토 |
|     |    |    | 1  | 2  | 3  | 4  |
| 5   | 6  | 7  | 8  | 9  | 10 | 11 |
| 12  | 13 | 14 | 15 | 16 | 17 | 18 |
| 19  | 20 | 21 | 22 | 23 | 24 | 25 |
| 26  | 27 | 28 | 29 | 30 |    |    |

| 10월 |    |    |    |    |    |    |
| 일   | 월 | 화 | 수 | 목 | 금 | 토 |
|      |    |    |    |    | 1  | 2  |
| 3    | 4  | 5  | 6  | 7  | 8  | 9  |
| 10   | 11 | 12 | 13 | 14 | 15 | 16 |
| 17   | 18 | 19 | 20 | 21 | 22 | 23 |
| 24   | 25 | 26 | 27 | 28 | 29 | 30 |
| 31   |    |    |    |    |    |    |

| 11월 |    |    |    |    |    |    |
| 일   | 월 | 화 | 수 | 목 | 금 | 토 |
|      | 1  | 2  | 3  | 4  | 5  | 6  |
| 7    | 8  | 9  | 10 | 11 | 12 | 13 |
| 14   | 15 | 16 | 17 | 18 | 19 | 20 |
| 21   | 22 | 23 | 24 | 25 | 26 | 27 |
| 28   | 29 | 30 |    |    |    |    |

| 12월 |    |    |    |    |    |    |
| 일   | 월 | 화 | 수 | 목 | 금 | 토 |
|      |    |    | 1  | 2  | 3  | 4  |
| 5    | 6  | 7  | 8  | 9  | 10 | 11 |
| 12   | 13 | 14 | 15 | 16 | 17 | 18 |
| 19   | 20 | 21 | 22 | 23 | 24 | 25 |
| 26   | 27 | 28 | 29 | 30 | 31 |    |

### 음양력 대조 일람
| 음력월 | 월건 | 대소 | 음력 1일의 양력 월일 | 음력 1일 간지 |
| ------ | ---- | ---- | -------------------- | ------------- |
| 1월    | 갑인 | 소   | 2월 5일              | 갑오          |
| 2월    | 을묘 | 대   | 3월 6일              | 계해          |
| 3월    | 병진 | 소   | 4월 5일              | 계사          |
| 4월    | 정사 | 대   | 5월 4일              | 임술          |
| 5월    | 무오 | 소   | 6월 3일              | 임진          |
| 6월    | 기미 | 대   | 7월 2일              | 신유          |
| 7월    | 경신 | 대   | 8월 1일              | 신묘          |
| 8월    | 신유 | 소   | 8월 31일             | 신유          |
| 9월    | 임술 | 대   | 9월 29일             | 경인          |
| 10월   | 계해 | 대   | 10월 29일            | 경신          |
| 11월   | 갑자 | 소   | 11월 28일            | 경인          |
| 12월   | 을축 | 대   | 12월 27일            | 기미          |